# Dünsen

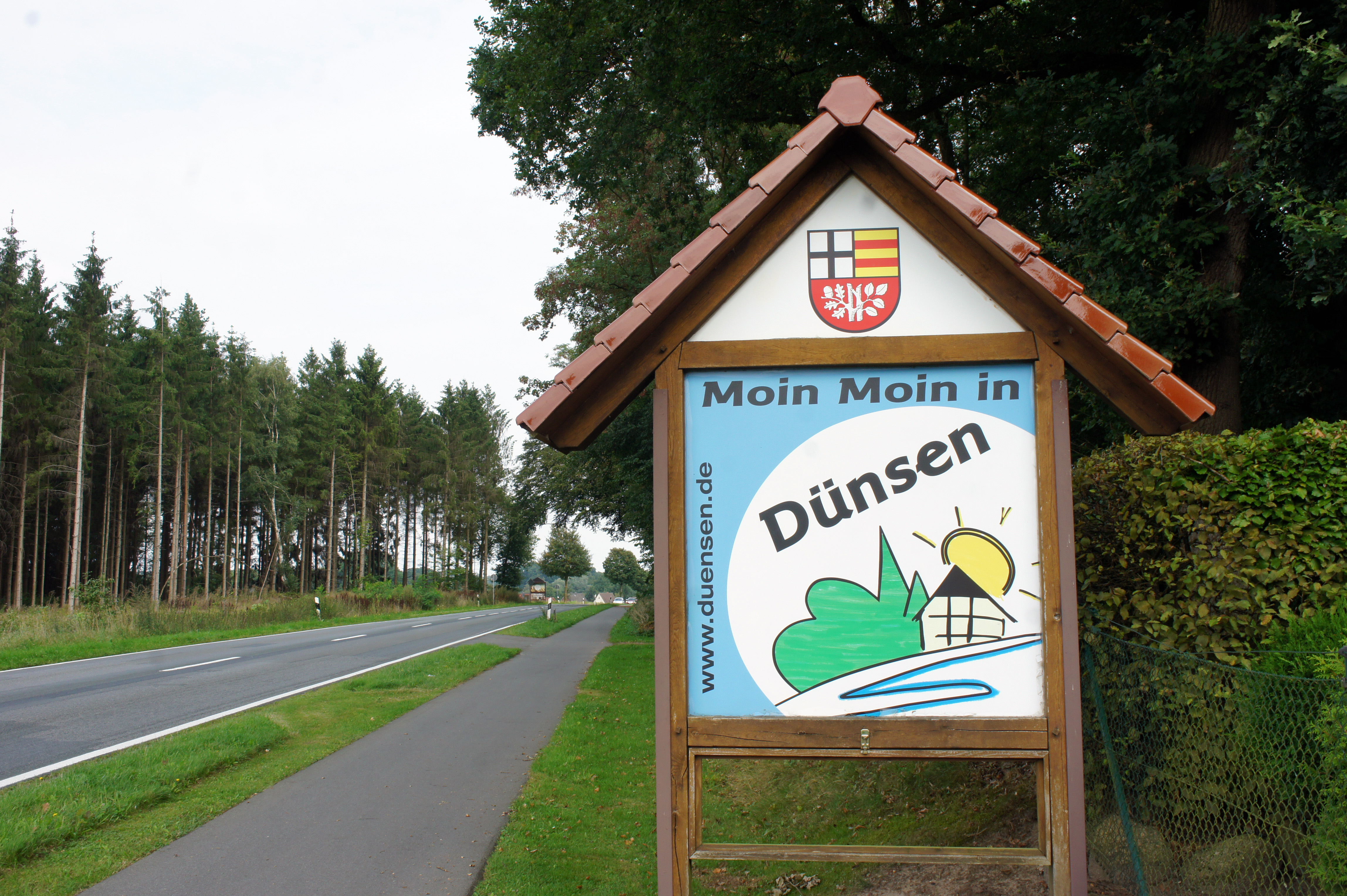
Begrüßungsschild am Ortseingang

Dünsen ist eine Gemeinde in der Samtgemeinde Harpstedt im Landkreis Oldenburg in Niedersachsen (Deutschland).

## Geografie

### Lage
Die Gemeinde Dünsen liegt mitten im Naturpark Wildeshauser Geest, gut 20 Kilometer südwestlich von Bremen. Ein großer Teil der Gemeinde ist von Waldgebiet umgeben.

### Nachbargemeinden
Die Gemeinde Dünsen grenzt im Norden an die Gemeinde Groß Ippener, im Osten an die Gemeinde Kirchseelte, im Süden an Hollwedel, Stadt Bassum, im Südwesten an die Gemeinde Beckeln und im Westen an den Flecken Harpstedt.

### Flüsse
Der Dünsener Bach durchströmt den Ort von Süden nach Norden.

## Geschichte
Als Ortschaft wurde Dünsen urkundlich 1189 als dunnessen erstmals erwähnt. Überregional bekannt wurde Dünsen durch den „Dünsener Dichterkreis“. Dieser Kreis schloss sich zu einem Dachverband mit den Autorenkreisen Bergisches Land (Wuppertal) und Ruhr-Mark (Hagen) unter dem Namen Die Weggefährten e. V. zusammen. Zum Präsidenten wurde der ehemalige ostpreußische Lehrer Rolf Wilke aus Dünsen gewählt, der 1960 hier den Roman Der Notweg des Friedrich Wilhelm Bärenbrot. Die romanhafte Chronik eines bitteren Jahrzehnts schrieb, in dem er seine ersten Jahre in Bremens ländlicher Umgebung schilderte.
Bis ins Jahr 1977 gehörte Dünsen, wie auch die anderen Mitgliedsgemeinden der Samtgemeinde Harpstedt, dem Landkreis Grafschaft Hoya an. Im Zuge der Gebietsreform und der damit verbundenen Auflösung des Landkreises Grafschaft Hoya, wurde Dünsen, wie auch die restlichen sieben Mitgliedsgemeinden der Samtgemeinde, Teil des Landkreises Oldenburg.

### Einwohnerentwicklung
- Zweiter Weltkrieg: knapp 200 Einwohner
- 1946: 554 Flüchtlinge, Vertriebene und 283 Einwohner
- 1950: 451 Flüchtlinge, und 386 Einheimische
- 1958: 500 Neubürger nach Gründung der Muna
- 2001: 1252 Menschen – die zweithöchste Einwohnerzahl der Samtgemeinde Harpstedt

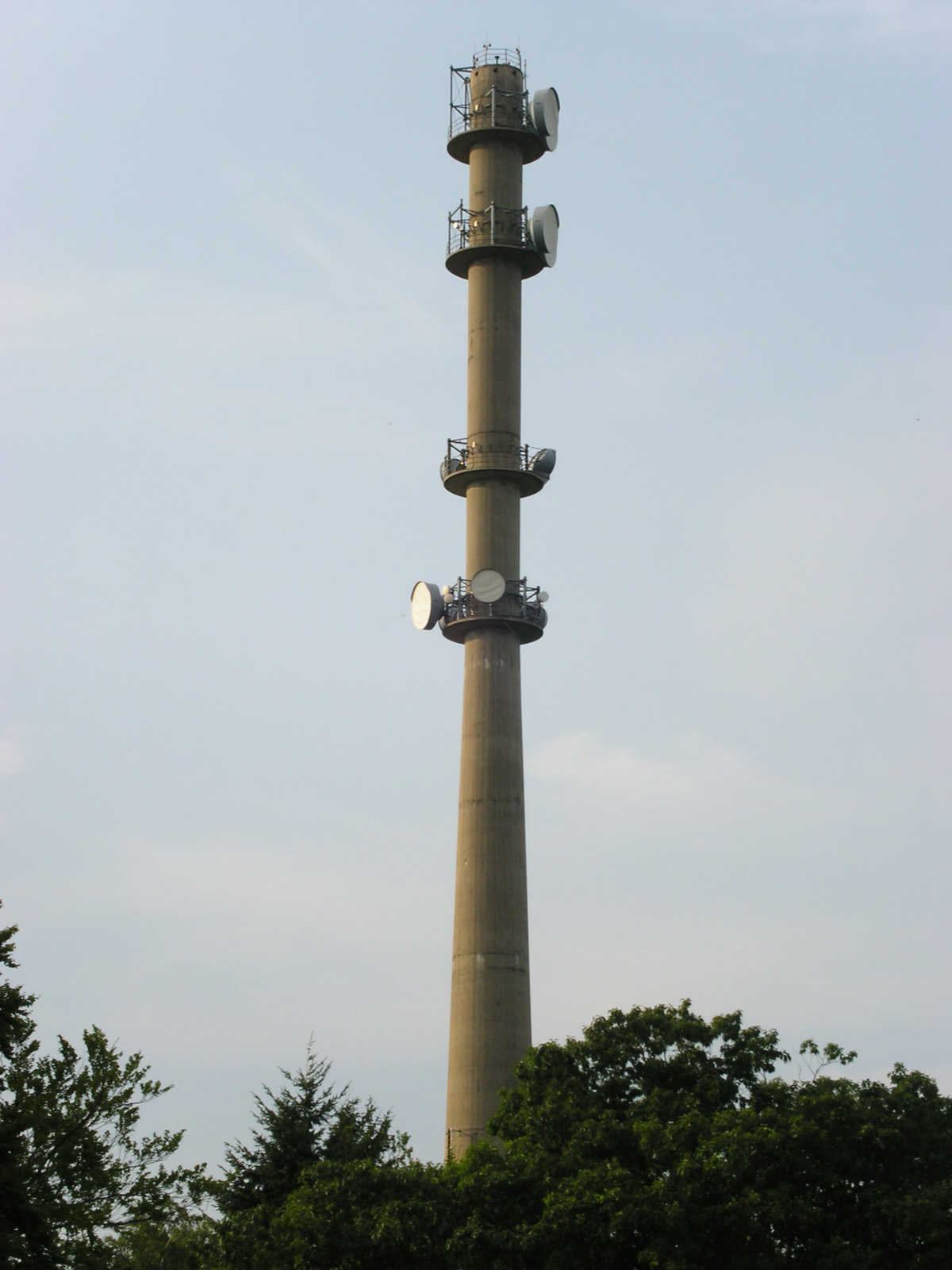
Der Funkturm in Dünsen steht im Gebiet der ehemaligen Muna

- 2008: 1195 Einwohner

### Muna Dünsen
In der Zeit des Nationalsozialismus wurde ab 1935 bei Dünsen die Luftmunitionsanstalt Dünsen (Luftmuna) errichtet. Die Anlage mit 120 erdbedeckten Bunkern wurde in einem 155 Hektar großen Waldgebiet nördlich der Ortschaft im Baßmerhooper Wald errichtet. Es wurde dort Munition produziert und gelagert.

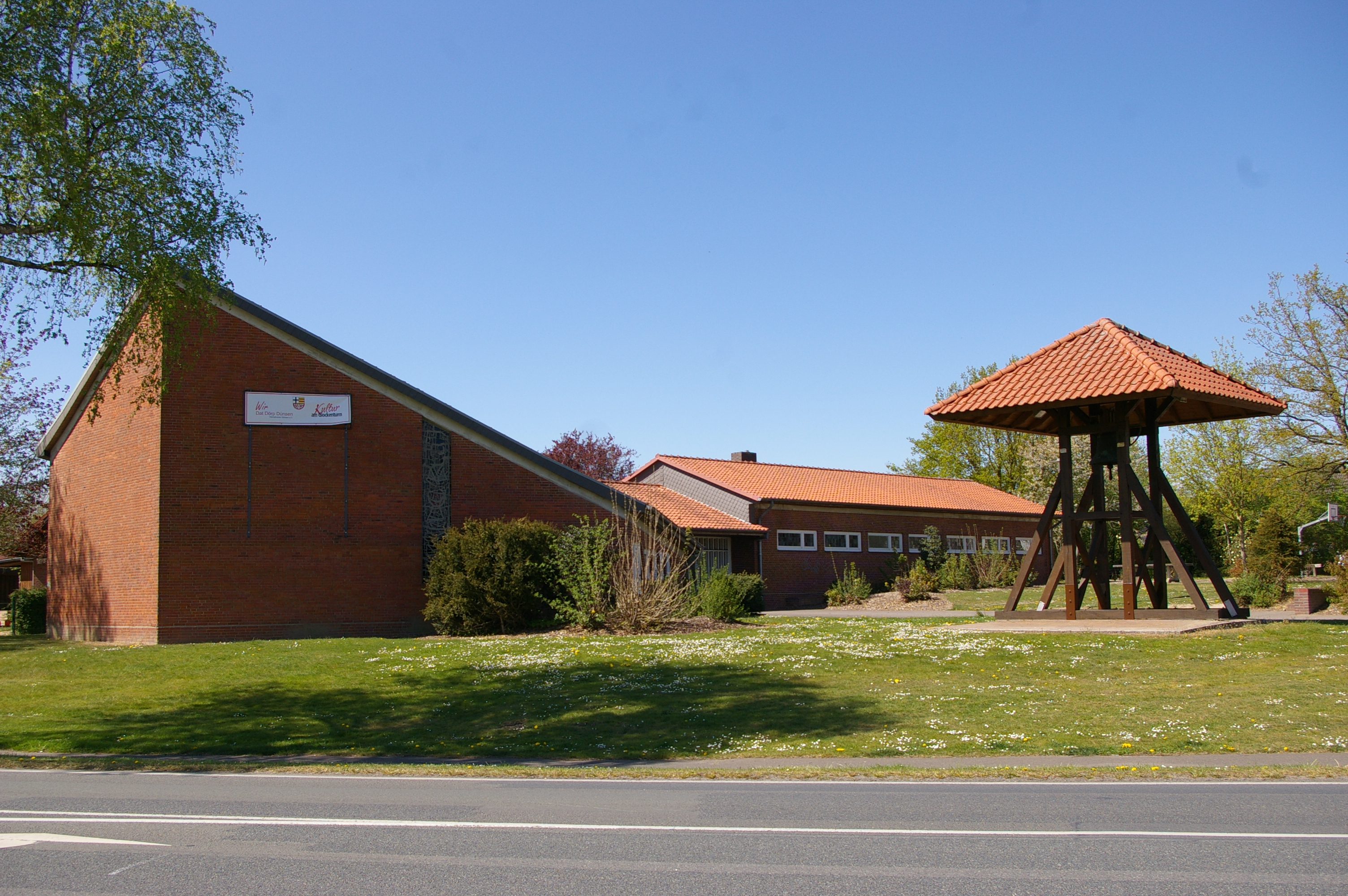
Zufluchtskirche

### Zufluchtskirche
Ein besonderes Bauwerk der Evangelischen Landeskirche ist die so genannte „Zufluchtskirche“ für Vertriebene, ein Bauwerk aus dem Jahr 1967, das wegen mangelnder Akzeptanz in ein Kulturzentrum umgewandelt wurde.

## Politik

### Gemeinderat
Der Rat der Gemeinde Dünsen besteht aus elf Ratsfrauen und Ratsherren. Dies ist die festgelegte Anzahl für die Mitgliedsgemeinde einer Samtgemeinde mit einer Einwohnerzahl zwischen 1.001 und 2.000 Einwohnern. Die elf Ratsmitglieder werden durch eine Kommunalwahl für jeweils fünf Jahre gewählt. Die aktuelle Amtszeit begann am 1. November 2021 und endet am 31. Oktober 2026.
Die letzten Gemeinderatswahlen ergaben folgende Sitzverteilungen:
| Partei                          | 2021     | 2016     |
| ------------------------------- | -------- | -------- |
| Wählergemeinschaft Dünsen (WGD) | 8        | 6        |
| Dünsener Bürgerliste (DBL)      | 3        | 2        |
| SPD                             | -        | 3        |
| Bündnis 90/Die Grünen           | -        | 0        |
| Gesamt                          | 11 Sitze | 11 Sitze |
| Wahlbeteiligung                 | 58,24 %  | 59,71 %  |

### Bürgermeister
Der Gemeinderat wählte das Gemeinderatsmitglied Hartmut Post (Wählergemeinschaft Dünsen) zum ehrenamtlichen Bürgermeister für die aktuelle Wahlperiode.

### Wappen
Das Wappen der Gemeinde zeigt jeweils einen goldenen Linden- und Eichenstamm auf rotem Grund im Schildfuß. Im nichtheraldisch linken oberen Geviert befindet sich ein schwarzes Kreuz auf silbernem Grund, im anderen Geviert gelb-rote Querstreifen.

## Sehenswürdigkeiten
- Hofanlage Meyerholz 2, von 1753, 1790, um 1800 und aus dem 19. Jahrhundert
- Wohn- und Wirtschaftsgebäude Dorfstraße 9 von 1922
- Ehemalige Zufluchtskirche, heute  Kulturzentrum

## Verkehr

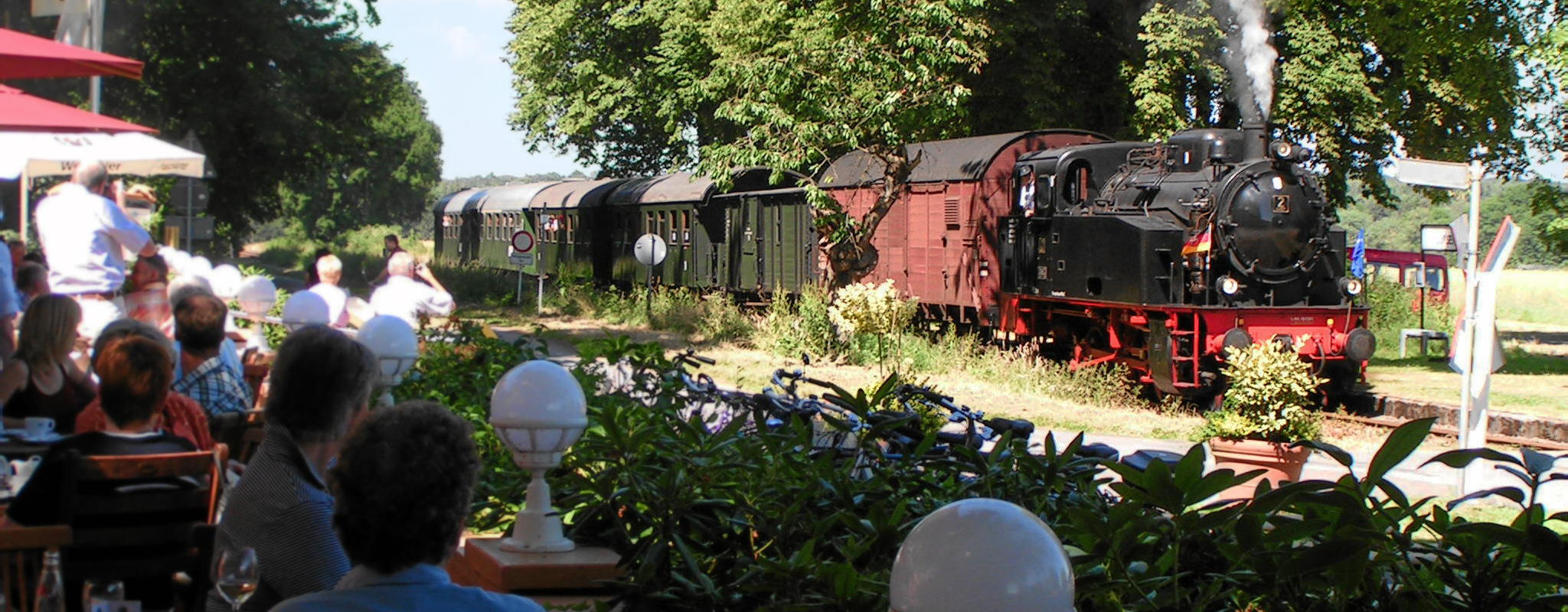
Halt der Museumseisenbahn „Jan Harpstedt“ in Dünsen

Dünsen liegt an der Landesstraße 338 zwischen Harpstedt und Kirchseelte. Durch die Gemeinde führt die Delmenhorst-Harpstedter Eisenbahn mit der historischen Kleinbahn „Jan Harpstedt“, die auch in Dünsen hält.

## Persönlichkeiten
- Rolf Wilke (* 1899; † 1973), Schriftsteller aus Pommern, lebte nach dem Zweiten Weltkrieg in Dünsen